# Campanula alphonsii
Campanula alphonsii är en klockväxtart som beskrevs av Nathaniel Wallich och A.Dc. Campanula alphonsii ingår i släktet blåklockor, och familjen klockväxter. Inga underarter finns listade i Catalogue of Life.